# Taïryk Arconte
Taïryk Arconte (* 12. November 2003 in Les Abymes) ist ein französisch-guadeloupischer Fußballspieler, der aktuell bei Stade Brest in der Ligue 1 spielt. Für die Spielzeit 2023/24 ist er an AF Rodez verliehen.

## Karriere

### Verein
Arconte begann seine fußballerische Ausbildung 2010 bei der SS Baie-Mahault, ehe er im Sommer 2015 zu Stade Lamentinois wechselte, wo er ein Jahr spielte. Von 2016 bis 2017 spielte er dann beim CS Moulien und die folgenden zwei Jahren bei der US Baie-Mahault in Frankreich. Im Sommer 2019 schloss er sich dann dem AC Ajaccio an. In der Saison 2019/20 stand er mit der U19 in der Coupe Gambardella im Kader. Anfang April 2021 (31. Spieltag) debütierte er in der Ligue 2 für die Profis, als er spät gegen den FC Valenciennes ins Spiel kam. Im Spiel darauf schoss er nach erneuter Einwechslung gegen den AC Le Havre direkt sein erstes Tor seiner Profikarriere. Insgesamt spielte er in der Saison 2020/21 viermal, wobei er dieses eine Mal traf. Die Saison 2021/22 beendete er mit 18 Einsätzen und einem Tor. Mit seiner Mannschaft schaffte Arconte als Tabellenzweiter den Aufstieg in die Ligue 1.
Dennoch verließ er Ajaccio im Sommer 2022 und wechselte zu Stade Brest. Für Brest debütierte er am 14. Spieltag der Spielzeit 2022/23 gegen den OGC Nizza in der höchsten französischen Spielklasse.
In der neuen Saison 2023/24 wurde er an den ersten beiden Spieltagen nicht eingesetzt. Mitte August 2023 wurde er für die restliche Saison an den Zweitligisten AF Rodez verliehen.

### Nationalmannschaft
Im Juni 2022 bestritt Arconte für die U19-Nationalmannschaft Frankreichs zwei Freundschaftsspiele und gehörte zum Kader bei der U 19-Europameisterschaft. Er bestritt dort zwei Gruppenspiele.
Ab Herbst 2023 spielt er in der Nationalmannschaft von Guadeloupe.

## Erfolge
AC Ajaccio
- Zweiter der Ligue 2 und Aufstieg in die Ligue 1: 2022